# バナナマンのバナナムーンGOLD
『金曜JUNK バナナマンのバナナムーンGOLD』（きんようジャンク バナナマンのバナナムーンゴールド）は、TBSラジオ制作・全国5局ネットで放送されているラジオ番組。お笑いコンビのバナナマン（設楽統・日村勇紀）がパーソナリティを務める。
2010年4月9日深夜（10日未明）放送開始。現在の放送時間は毎週土曜1:00 - 3:00（金曜深夜）。
本項は2007年4月2日深夜（3日未明）から同局で3年間放送されていた『月曜（放送枠名）バナナマンのバナナムーン』も触れる。

## 概要
2005年4月から2007年3月まで放送されていた『WANTED!火曜日バナナマン』（TOKYO FM）の内容、スタッフを一部引き継いで開始する。番組タイトルの“バナナムーン”は「三日月」を意味する言葉で、コンビ名のバナナマンと開始当初の放送曜日が月曜日だったことをかけたものである。
サウンドステッカーにはデーモン小暮閣下や貴乃花親方、スギちゃんやドラえもん、野村克也などの物真似をした日村や安田大サーカスのクロちゃんの物真似をした設楽が登場。また、一部のジングルは生放送前のマイクチェック中に録られた音源が使用されている。『WANTED!』時代からのBGMを使用（サウンドステッカー部分のみ、バナナマン作曲）。

## 番組の歴史
2007年4月2日（3日未明）、『月曜JUNK 2 バナナマンのバナナムーン』として放送開始。放送時間は毎週月曜深夜27:00 - 28:00（火曜未明3:00 - 4:00）。原則生放送。同番組名では2008年9月22日（23日未明）まで放送。同年秋の改編で番組予算の都合などで『JUNK2』自体が終了。
2008年9月29日（30日未明）、放送枠の移行により『月曜JUNK ZERO バナナマンのバナナムーン』に改題。後述の事情で、生放送から完全収録形式となる。放送時間はTBSラジオ、CBCラジオでは毎週月曜深夜24:00 - 25:00（火曜未明0:00 - 1:00）に変更、その他JRN系列各局では従来通り毎週月曜深夜27:00 - 28:00（火曜未明3:00 - 4:00）と2つに分かれる。同番組名では2010年3月29日（30日未明）まで放送。
2009年2月10日に当番組でのトークを再編集した書籍『バナナマンのさいしょの本』を出版。イラストはニイルセンが担当。
2010年4月9日（10日未明）より、毎週金曜日25:00（土曜未明1:00）からの『JUNK』枠での放送となる。放送時間は拡大して2時間となり番組名も現在の『バナナマンのバナナムーンGOLD』と改題し、再び生放送となる。金曜日放送になるため「GOLD（金）」を足したとのこと。
京阪神地区のネット局は2008年秋からMBSラジオが『JUNK ZERO』を時差ネットをすることで開始され、2010年春から『JUNK』を同時ネットしているABCラジオに切り替わっていた。その後、2014年春の改編期で一旦ネットされなくなったが、2015年春からラジオ関西で同時ネットが復活した。

### 過去の放送内容
- 第3回目：録音部分だが同じ事務所（ホリプロコム）の後輩であるスピードワゴンの小沢一敬が登場した。設楽の自宅が火事になった際に、小沢から借りていた『LOST』のDVDも黒焦げになっており、それを設楽が返却しに行くという企画。同放送ではスペシャルウィークということで、設楽宅から持ち出した焼け残りを“ファイヤープレゼント”としてリスナーに放出。
- 第7回目：日村の誕生日で、設楽から一輪車がプレゼントされる。スタッフからもビリーズブートキャンプのDVDセットされるが、放送中に一輪車が乗れなかったらDVDセットは設楽のものになるという掛け賭けを行い結果乗れず、DVDセットは設楽のものとなる。
- 第11回目：「赤坂一輪車マラソン」として日村のリベンジ企画が行われるが、設楽やスタッフによる時間稼ぎや日村の実力不足により、またも失敗（この様子はYouTubeで視聴可能）。翌週罰ゲームを受ける結果に。
- 第12回目：「赤坂一輪車マラソン」の失敗による罰ゲーム「カラオ屁2007」を実施。“東京オナラーズ”を結成し挑戦したが、結局一発も放屁できず。日村の自腹でニンテンドーDSをリスナーにプレゼントすることが決定した。
- 第18回目：バナナマンLIVEの稽古のため初の録音放送。初の正式ゲストとしてスピードワゴンを迎えて、「因縁解消」をテーマに設楽は小沢に黒焦げにしたDVD分の代金を返却。日村は過去の「別になんてことねぇよ発言」を詫び、井戸田潤とその日着ていた下着を含む服一式を交換した。
- 第24回目：雑誌『an・an』（マガジンハウス）の「2007年セックスしたくない男ランキング」に日村が5位でランクインしたために、急遽番組独自で『セックスしたい芸人』調査を行う。日村に縁のある土地（下北沢、相模原、吉原など）で調査を行うが[2]、結果どこにもランクインできなかった上に自宅近所の女性からはごみを捨てていないことを暴露されてしまう。
- 第25回目：夏休みのため、録音放送。元猿岩石の有吉弘行をゲストに迎えるが、設楽が未だに借金を返済していないことを責められるなど、好き放題言われる。
- 第29回目：『うぇぶたま』（テレビ東京）で共演していたケンドーコバヤシをゲストに迎えトーク。
- 第30回目：『リンカーン』（TBS）に出演し話題を呼んだ、バナナマンのマネージャー小山をゲストに迎えトーク。設楽はアイドルデビューさせたいと発言するが日村に制止される。
- 第37回目：大泉洋をゲストに迎える。30回目での設楽の「誰も言わないけど、大泉さんって本当は不細工でしょ?」という発言に端を発し、設楽は本番組で、大泉は『大泉洋のサンサンサンデー』で互いに舌戦が繰り広げられており、設楽vs大泉舌戦の最終決戦を銘打ち行われたが、吉原の女性の判定で設楽が勝利となった。それに納得のいかなかった大泉は、謝罪の直前で「死ね!」と吐き捨てて逃げ去るという幕引きで終わってしまう。
- 第39回目：クリスマスということで、日村からリスナーにプレゼント。しかし日ごろ約束を守らない日村を気遣って番組の作家陣が日村に代わるプレゼントを買ってきたため、日村はそれを買い取りプレゼントに追加。一方設楽は作家のオークラとともにマネージャー小山改めおやまんのデビュー曲となる「くりくりすいーとくりすます」を製作し発表する。
- 第40回目：新年ということで、日村チームvs設楽チームによる「身内による小さな小さな歌合戦」（後の超内々紅白歌合戦）を開催。担当チーフマネージャーvs元ビームの吉野の歌うま素人対決、ダブルブッキング黒田vs作家のオークラのド下手対決、丁半コロコロ・さがねvs島田夫妻の歌うま芸人対決を制したのは、リスナー投票で圧勝した設楽チーム。日村チームはチーム全員でリスナーへのプレゼントを購入。この回の最後で島田夫妻指導によるベートーヴェンの「交響曲第9番（第九）」の合唱が行われるが放送内では上手く行かず、ポッドキャストで完成する。
- 2008年2月18日放送のスペシャルウィークでは日村に対するドッキリ企画「日村ドッキリ企画! あやまれ日村! 日村への苦情うけつけます!!」が放送される。最後には2004年のバナナマンの全国ツアー前に失踪しその後、行方不明となっていた元マネージャーの鈴木が登場した。4年間行方が分かっていなかったが、TBS付近のなか卯でスタッフが偶然遭遇し、出演する事となった。この放送で全国ツアーが直前で中止になった理由が詳細に明かされた他、鈴木は現在もバナナマンの事が好きであり、単独ライブに足を運んだりライブDVDなどを購入している事を明かした。事務所側に黙って出演させた為、出演させた張本人である設楽は放送後、事務所スタッフにこっ酷く怒られたそうである。この放送回のポッドキャストは一度配信されたが、その後、大人の事情で削除された。
- 第54回目（2008年4月7日放送）で番組1周年を迎えた。
- 第55回目：アンジャッシュ・児嶋（児嶋一哉）をゲストに招き、児嶋と日村どっちがダメ人間かを競い合い、リスナーの投票によってどちらがダメかを決定するダメ人間対決を行った。結果、901：626で児嶋がダメ人間と決定し、自腹で3000円分のクオカードを2枚リスナーにプレゼントした。
- 2008年7月7日：ガレッジセールがゲスト出演。ガレッジセールが6年ぶりに開催する単独ライブの話題になり、ガレッジセール直々のオファーによりバナナマンが単独ライブのシークレットゲストとして出演する事が決定した。
- 2008年10月6日：『キングオブコント』（TBS）準優勝をうけての放送。スタッフ一同バナナマンが優勝すると思っていたようで、優勝祝賀会を準備をしていたため、2人は申し訳なさそうにしていた。
- 2008年10月21日・22日：火曜日の『おぎやはぎのメガネびいき』と連動した「KING OF JUNK ZERO」という企画を開催。
- 2008年12月8日：『キングオブコント』優勝者のバッファロー吾郎が出演。同コンテストの裏話やコントの話で盛り上がる。
- 2009年5月18日：テレビドラマ『MR.BRAIN』（TBS）で設楽と共演した水嶋ヒロと香川照之がゲスト出演。
- 2009年7月6日：テレビドラマ『MR.BRAIN』で設楽と共演した山崎樹範がゲスト出演。
- 2011年3月11日・18日・25日：東北地方太平洋沖地震が発生。東日本大震災関連情報の放送に伴い、放送中止。災害で初めて番組が中止となった。
- 2011年12月23日：サンドウィッチマンをゲストに呼び「TBSラジオ60周年記念放送」と題して特別構成で送る予定だったが、放送が30分程差し掛かったあたりで突如、石橋貴明（とんねるず）が乱入。その為、急遽予定していた内容を全て変更し3組によるフリートークを展開した。乱入の際には、仲の良いTVスタッフの安西義裕、マッコイ斎藤の両氏も入室した。
- 2012年3月9日：児嶋一哉（アンジャッシュ）が『しゃべくり007』（日本テレビ）で自身が最近流行っていることについて、きっかけとなったバナナマンに触れず、更には二人がファンであるももいろクローバーZのファンを公言しだしたことに対して不満や挑発的言葉を繰り返し発言した。投稿メールにて児島がラジオを聴いてる事を知るとさらに拍車をかけ、「来いや！」と発言。すると急いで駆け付けた児島がゲスト出演する形となった。
- 2012年3月30日：番組プロデューサーの池田卓生と、「クイズスピリッツ」のコーナーで頻繁に出演していたADの鎌田麻子が卒業。
- 2016年3月4日：スケジュールの都合上グアムからの生放送を実施。乃木坂46の一部メンバーも登場[注 1]。
- 2017年1月20日：インフルエンザにより日村が欠席。
- 2018年2月17日：インフルエンザにより設楽が欠席。番組開始以来、初の欠席となった。
- 2018年4月6日：日村が神田愛花との結婚を発表。石橋貴明が電話出演した。
- 2018年6月15日∶2018 FIFAワールドカップの開催及び日村の結婚を記念してワールド日村カップが開催された。ルールは後述の日村ホールインワンとほぼ同じでお題に対して日村の心にゴールしたリスナーが日村結婚記念Tシャツを貰える権利が送られるというもの。結果的にTシャツが送られることはなかった。
- 2021年7月31日：新型コロナワクチンの副反応からの発熱により、設楽、日村の両名が欠席。この日の放送は作家のオークラと、ピンチヒッターとして駆けつけた飯塚悟志（東京03）の二人で特別企画『作家・オークラが選ぶ この夏観てほしいバナナマンのコント10選』を行った[3]。
- 2022年2月05日：日村が新型コロナウイルス陽性のため欠席。この日の放送は設楽、作家のオークラと、ピンチヒッターとして駆けつけた井戸田潤（スピードワゴン）の3人で特別企画『日村をわかっているのはどっちだ！？日村クイズ！』を行った。なお井戸田のゲスト出演は2016年の12月以来、5年2ヶ月ぶりとなった[4]。
- 2022年6月3日：設楽が体調不良のため、大事を取って急遽欠席。この日の放送は日村、作家のオークラと二人で放送。ピンチヒッターとして岩井勇気（ハライチ）、ジャッキーちゃんが駆けつけた。この際に日村が岩井に「正解したら賞金100万円を岩井に支払う」クイズを持ちかけ、見事に岩井が正解するも、本当に正解すると思っていなかった日村は最後まで100万円の支払いを拒否し、言い逃れを続けて放送は終了した。翌週（同年6月11日）には設楽が復帰し、前述のクイズに挑戦したところ設楽も正解したため100万円を支払う事になったが、結局、日村は岩井に続いて賞金の支払いを拒否した[5]。その後、日村が100万円の代わりに岩井にスパッツを送り付け、100万円問題を無理やり終結させようとするも岩井がこれを拒否した事から、同年7月2日に岩井が乱入という形でゲスト出演。改めてクイズを出す、8万円で手を打つなど様々な代案を出されるも、日村から岩井に「やきまるⅡ」と「香薫」、「ヒムペキ兄さん」のコーナーで岩井への歌を贈呈した事から、岩井が日村に100万円をチャラにすると宣言。100万円問題は終結となった[6]。
- 2022年8月12日：番組放送800回目。この日はバナナマンが乃木坂46の全国ツアー『乃木坂46 真夏の全国ツアー2022』の北海道公演にゲスト出演したことから、HBCラジオのスタジオから生放送を行った。
- 2022年9月9日：日村が新型コロナウイルス2度目の感染のため欠席。同年2月5日と同様、設楽とオークラ、ピンチヒッターとして同年9月5日にモデルの蜂谷晏海との再婚を発表した井戸田潤（スピードワゴン）の3人で、井戸田結婚祝いとして『日村のご祝儀勝手に決定！リスナーvs井戸田の日村クイズ！』を開催。
- 2025年4月5日：設楽とオークラが体調不良のため欠席。オークラの代わりに永井が、ピンチヒッターとして2年半ぶりに井戸田潤（スピードワゴン）の3人で生放送を行っている。

## コーナー

### 現在のコーナー
- 日村、罰ゲーム回避のコーナー
2025年4月より開始。2025年3月まで行われていた「新クイズ!スピリッツ」から引き継がれたコーナー。リスナーから募集したクイズやチャレンジに日村が正解、成功すると罰ゲームを回避する事ができるが、不正解だと罰ゲームとして別の料理[7]を食べさせられる。
当初は日村がチャレンジに成功すると、スタッフが買ってきたご褒美の料理を食べることができたが、2025年5月23日放送分にて日村がルールに物申した事をキッカケに、ご褒美制度が廃止された。

- ヒロメネス
新しい噂・都市伝説ネタを募集し紹介、番組から世の中へ広めていこうというコーナー。
同コーナーから派生した以下のコーナーも内包しており、「1つのコーナーの中で4つのコーナー」を行っている。
『偏見』 - リスナーの思い込みによる一方的な偏見を送る。
『宣言』 - リスナーがやりたいことや思うことをただ高らかに宣言する。
『演出』 - 途中から生まれたコーナーで、監督やテレビディレクターになりきったリスナーがいろんな演出を仕掛けていく。

- ジャニドロクイズ
番組ADのジャニオタとドロボーが交互に自分、または他のスタッフに関するクイズを出題する。始まりは2017年1月20日（日村がインフルエンザで欠席のとき）で、以降不定期で行われ、リスナーの間では好評となっているコーナー。現時点で行われたのは2017年1月20日、同年2月24日(ゲスト：ハリウッドザコシショウ)、2018年2月16日（この際はドロボーが不在だった為、ジャニオタとその他スタッフのクイズを行った）、2019年3月1日、2020年3月6日放送分の5回。初回のクイズで判明した、「ジャニオタには双子（二卵性双生児）の兄がいる」「ドロボーの奥さんが実家に帰ってしまった」という内容がバナナマンやリスナーに衝撃を与えた。

### 過去のコーナー

#### JUNK時代
- この仮説どうですか?
世間では、認めてもらえない自分で考え付いた仮説を紹介するコーナー。仮説を挙げていく過程の中で生まれた、のちの新コーナー「ヒロメネス」に繋がる。

- ドS免許皆伝
ドSの設楽が言ったら有名人がキレそうな一言を読み上げる。

- 日村さん、それ違いますよ
言葉の意味を知らない日村に、本当の意味を教えてあげるコーナー。投稿のほとんどが下ネタ。

- とにかく使える漫画の名言
ビッグコミックスピリッツ連載中のセリフをどのシチュエーションで言えばすんなり来るか送ってもらう。日村やアンジャッシュの児嶋一哉、X-GUNのさがね正裕が登場する投稿が多い。

- スピリッツ音頭
「クイズスピリッツ」に代わり開始。当初はビッグコミックスピリッツや小学館で掲載されている漫画を紹介する文章をリスナーから募集し、日村が音頭に乗せて紹介するコーナーだったが、早々にスピリッツの内容にちなんだリスナーからのお題（日村の○○ベスト3など）に日村が音頭に乗せてアドリブで答えるコーナーへと変化した。

- くらえ!ひむたんビーム
リスナーのムカついた話を紹介するコーナー。日村がその話に共感するかしないかで出る「ひむたんビーム」の度合いを3段階の音で設楽が判定する（元ネタは元乃木坂46の「ひめたん」こと中元日芽香の必殺技「ひめたんびーむ」より）。
ひむたんビームの声は日村の録音によるものと、乃木坂46松村沙友理の「さゆりんごパンチ」や乃木坂46中元日芽香の「ひめたんびーむ」の録音による音があり、2人がそれぞれゲスト出演した回からひむたんビームに交じって流れるようになった。

- 音楽の悩みなんでも解決 ヒムペキ兄さん
リスナーから音楽や楽曲に関する悩み・要望などを募集し（稀にスタッフや設楽からの要望に応えることもある）、それを基に日村が楽曲にアレンジを加えて披露する。録音は放送日当日、日村が先にスタジオに入って行われている（その為、設楽は歌の内容を本番まで知らない）。日村だけでなくスタッフ（特にAD・ドロボーやジャニオタ）が歌に参加することも多い。
コーナー、キャラ自体は『WANTED!』時代からあったが、現在の形になったのは2009年12月のスペシャルウィークの週である。JUNK昇格によりレギュラーコーナーに。2010年以降、毎年12月のスペシャルウィークにはスペシャル企画「20◯◯年ヒムペキソング グランド大賞」を開催し、その1年で登場したヒムペキソングを厳選したものに新曲を加えたノミネート曲の中で、リスナーや設楽によって大賞を決定する。ヒムペキは「日村完璧」の略である。オープニングBGMはナンシー・シナトラの『レモンのキッス』のアレンジバージョン。
2014年3月14日放送分では日村がインフルエンザのため欠席し、助っ人のスピードワゴン井戸田がその日限りの「イトペキ兄さん」を披露。離婚により離れて生活する愛娘へ、父の気持ちが詰まった切ない一曲となった。翌週復帰した日村からも絶賛される。
2015年4月24日放送のスペシャルウィークでは、乃木坂46からゲスト出演した高山一実・西野七瀬・中元日芽香による番外編「ノギペキ姉さん」が行われ、「『気づいたら片想い』ノギペキ「気付いたら日村付き合ってたver」が披露された。
2018年4月6日放送分では、日村の結婚を祝福する形で設楽こと「シタペキ兄さん」による『東京ひとりぼっち ～日村さんゴールインおめでとうバージョン～』が披露された。
2024年6月頃からは替え歌のコンプライアンスに配慮してか、コーナー自体が行われなくなり、同年12月13日（14日深夜）放送分にて『「ヒムペキ」涙のさよならスペシャル』と題し、過去の作品を幾つか振り返り、コーナーに終止符を打った。

- クイズスピリッツ→帰ってきた!クイズスピリッツ→新クイズ！スピリッツ
ビッグコミックスピリッツ連載中の漫画あるいは過去に連載されていたもの、広くは小学館の漫画雑誌からクイズを作り日村に答えさせる。設楽が「日村が正解したら与える商品」を無駄に大きくするが（ハワイ旅行、ジャングル旅行、車、ワールドカップ観戦、少女とのデートやエッチなど）、間違いに誘導させたり、正解してもどうでもいい商品（豆、米粒など）や罰ゲームに近い商品（土下座をさせられる、肩を殴られるなど）に変えさせ、ぬか喜びさせるのが恒例。「クイズスピリッツ」後期では商品がAD（当時）・かまっちゃん関連に固定されるが（キスができる、裸で抱き合えるなど）、結局かまっちゃんではなくAD・ドロボーとやらされるというパターンがお決まりとなった。2012年3月、かまっちゃんの降板に伴い終了。
2013年から「帰ってきた!クイズスピリッツ」のタイトルで復活。「クイズスピリッツ」時代と同様、女性スタッフ関連の商品が主だが、他のスタッフ（主にAD・ドロボー）から妨害されて結局商品にありつけないのがお決まりだった。2015年に終了。
2021年4月より「新クイズ!スピリッツ」のタイトルで再復活。クイズに正解するとスタッフが買ってきたご褒美の料理を食べることができるが、不正解だと別の料理[7]を食べる羽目になる。
冠スポンサー小学館のタイアップなので、このコーナーはトークや企画を中断してでも行う。また、通常は2時台で実施されるが、日村の誕生日企画のように、1時台で実施されることもある。JUNK開始当初からスポンサーを務めた小学館が2025年3月28日を以って撤退により終了。

#### JUNK2時代
JUNK2時代は開始初期はコーナーはあったもののトークやメールテーマなどで時間の大半を占めることが多くほとんど行われていなかった。
- バージョンあどで
日村の十八番モノマネである「子供の頃の貴乃花」にいろんなバージョンを付け加えようというコーナー、しかしあまり盛り上がらず数回で終了。
- 涙の選択
リスナーから究極の二択を募集するコーナー。

#### JUNK ZERO時代
- オープニングコーナー
番組オープニングでやってほしいコーナーを募集するコーナー、そのコーナーで行われた「日村勇紀の分かりやすくぱっぱと説明します」が定番化されたため移行された。
- 日村勇紀の分かりやすくぱっぱと説明します
オープニングコーナー。リスナーから送られた言葉に関して日村が30秒以内にわかりやすく説明するコーナー。説明が下手だと設楽が判断すると日村から現金1000円を徴収。逆に説明が上手だと判断された3000円の商品券がプレゼントされる。
- ドッキングワード
日常会話で違う言葉と違う言葉が合わさって言ってしまったエピソードを募集するコーナー。コーナー当初はコーナーを作るきっかけとなった日村の名前が含まれて「日村ドッキングワード」というコーナー名だった。
- 最強言葉
番組内トークで盛り上がった。毎回番組から出される頭文字を使って、「○○そうな言葉」で募集するコーナー。

## 企画

### 現在の企画
- 曲対決
2011年4月から始まったもので、設楽・日村がそれぞれ掛けたい曲を1曲ずつ挙げ、辻ディレクターが独断でどちらをかけるか選ぶ。オープニング1曲目とエンディングに行われる。主に設楽は最近の流行歌や発売される前のこれからブレイクであろうアーティストの曲を選ぶ事が多く、逆に日村は懐メロを好んで選択する傾向が強い。また2人と親交の深いアーティストが新曲を出した時にはどちらかがその曲を選ぶ傾向もある。

- 日村勇紀を笑わせろ!
『WANTED!』時代から続いている企画。その日のメッセージテーマとして、リスナーからネタや一発ギャグ等をメールで募集し、日村は牛乳を口に含んだ状態でメール内容を聞く。笑いをこらえきれず牛乳を噴き出した場合、罰ゲームとして様々な臭い物（ニオイの国のフルコース）を嗅がされる[注 2][注 3]
2010年12月25日放送分では、設楽VS日村の対決方式で行われた。

- 日村ホールインワン
2017年6月9日の放送で、日村が先日ホールインワンを出したと報告。日本には、ホールインワンを出した人がパーティーを開いたり記念品を配ったりするなどの風習があることから、リスナーに特製Tシャツをプレゼントする企画を実施。何週にも渡りプレゼント企画の回が続くものの、それでも大量に余りが出てしまったことから2017年8月26日放送分のスペシャルウィークにて、ホールインワン記念Tシャツ＆キャップ＆海外旅行土産＆新グッズなどをメールが採用されたリスナーにプレゼントする企画『プレゼント大放出スペシャル！』が行われ、その後もリスナープレゼント企画として行われる。
番組から出題されたお題に対する回答をリスナーからメールで募集し、最も日村にハマった（日村の心の穴に「ホールインワン」した）回答を送ってくれたリスナーにプレゼントが贈呈される。
後述に出てくる「乃木坂46メンバーが陰で言ってそうな日村の悪口」はこの企画の名物ホールとなっており、ほぼ毎回行われている

- バナナマンライブ稽古場事件簿
毎年夏に開催されるバナナマンの単独ライブと同時期に行われる。ライブの稽古場で起きた出来事・ハプニングを「事件」と称して紹介していく。

- 赤坂リクエスト大会
2022年9月から放送。音楽の話題になるとリスナーから好きな歌のリクエストを募集し曲にまつわるエピソードを話す。しかし、トーク中二人が「○○（曲名）あるならかけて」とリクエストをかけるケースが殆どである。

- 地獄のホワイトデー企画
ホワイトデーのある週に行われる。バナナマンと男性スタッフ全員が女性スタッフ・ジャニオタに贈るホワイトデーのお返しを持ち寄り、最も良いプレゼントセンスの持ち主とビリを決定する。日村とオークラのビリ争いが定番化してきたせいなのか、ここ近年はPodcastで真のビリをジャニオタに決めさせている

- 超内々紅白歌合戦
番組開始の2007年から、毎年最後の放送で行われる企画。設楽チーム、日村チームに分かれ、それぞれが周りの歌がうまい人3組を探してきて対決させる。日村チームにはスズキタケヤスのような一般人の友人がいることも特徴。2023年までに16回（2021年は不開催）行われ、現時点では設楽チーム10勝、日村チーム6勝（2020年から4連勝）している。
年末（特に日村）はヒムペキグランド大賞（前夜祭・本編・後夜祭）、ゴッドタンの「芸人マジ歌選手権」、紅白歌合戦の副音声と歌番組の仕事が多いことから歌地獄と呼ばれている。

- 年明け一発目
年明け一発目の放送は冬休みを取るため前年末に録音したものを放送する。この時島田秀平がゲスト出演し、バナナマンの運勢を占うのが恒例となっている。

- 誕生日企画
二人の誕生日直前（4月第3週か第4週と5月第2週）の週に放送。サプライズゲストとして設楽には森山直太朗、日村には星野源が毎回登場。設楽回は森山が「さくら（独唱）」をリクエストされ、そのサビ部分を歌わされそうになるも、わくわくさんなど他に呼ばれたゲストが前に出て、森山の歌唱が妨害される流れがお決まりとなっている。日村回は毎年、星野が作曲したお祝いソングが披露されるが、内容は基本的に「（日村の誕生日）に言う事が無い」という前フリから、ラジオのトーク内で日村が話題となった出来事に添った誕生日ソングを披露する。2020年以降は毎年作っている事から、日村の話題だけではアイデアが枯渇する為、ADドロボーや設楽のエピソードを元にした曲を作るようになった。この時に披露する曲は後々アレンジされ、星野の新曲としてリリースされる事が多い[注 4]。
2025年は星野が多忙のためスタジオには来れなかったが、代わりにプロデューサーとして誕生日ソングを書き下ろして提供、オークラが歌唱を担当した。
それに伴い、『星野源のオールナイトニッポン』が始まると星野の誕生日（1月最終週）にバナナマン（もしくは日村、オークラの二名）が登場するのが恒例となっている。

### 過去の企画
- カラオ屁
第1回
第2回 - ゲスト：さがね正裕（丁半コロコロ→X-GUN）、サンドウィッチマン

- 小山アイドル化計画
「リンカーン」の出演で話題を呼んだバナナマンのマネージャー小山幸恵[8]をアイドルとしてデビューさせようという企画。第39回放送でデビュー曲「くりくりすいーとくりすます」を発表。芸名はおやまん。2008年3月25日に赤坂サカスで行われた公開録音で「オヤマンのドキドキ卒業式」を発表。同年4月7日から5月7日までの1ヶ月間限定でTBSラジオの携帯サイトで配信される。4月21日放送回時点で1000弱のダウンロードがあったと発表したが、これでは赤字になると番組プロデューサーが騒いでいたという。

- 設楽テスト
2008年6月9日放送、スペシャルウィークでの特別企画。日村の設楽への愛が本物であるかを日村に様々なクイズを出題し検証する。全問正解であれば、翌週は日村の好きな企画が行えるが、全問正解できなければ罰ゲームとしてカラオ屁を行う。5月28日放送回の日村の「設楽さんと交換するならば喉かち○こ」「俺は設楽さんのち○こを一番よく見てる」との発言を受けて、陰茎が写った7枚の写真（ひとつが設楽、あとは番組の男性スタッフ）の中から設楽の陰茎がどれであるかを当たるクイズ（これは設楽以外のスタッフのも全て言い当てた）や、設楽の足音をあてられると常々発言していた為、3名の足音の中から設楽の足音を選ぶクイズなどが行われた。結果は、100点で合格（全問正解していれば100点を超えていた）ながら80点となった為、罰ゲームとしてカラオ屁企画が実行される。

- 赤坂一輪車マラソン
2007年6月11日の生放送にて第1回（TBS廊下）が行われるも、失敗。2008年3月25日の赤坂サカスの公開イベントの舞台上にて第2回が行われる。『日村ピエロ化計画』に基づきピエロの衣装（サイズが合わず背中のチャックが半分しか締まらないもの）と帽子で挑戦。ルールは舞台上のコース15m（実際は舞台の都合で10m）を転ばすに走りきるというだけ。30分間何回でもチャレンジOK。しかし今回は失敗すると、『悪臭の国からやって来た鼻切り裂く臭い』の罰ゲームをその都度行わなくてはならず、更に時間内に成功しない場合は会場に来たお客さんにiPod touchをプレゼント。前回同様に開会式も時間内に行いアンタッチャブルや設楽に時間を費やされ、小山の新曲発表まで行われたため、チャレンジできたのは3回でそれも5mも行かず（一輪車初挑戦のアンタッチャブル柴田は楽々と5m以上走った）。抗議の末にiPod touchをもう一台プレゼントすることを条件に距離を半分にし「泣きの一回」を行うも、結局失敗。

- ヒムロース
2009年12月21日に放送した企画。2009年に日村がインフルエンザで仕事を休んだことから、日村が設楽にブルーレイレコーダーをプレゼントすることになった。しかし日村が「ただあげるのはいやだ」という理由でクリスマス前に企画が行われることになった。日村がヒムロースに扮して、設楽やスタッフなどに自腹でブルーレイレコーダーや自転車などの高額プレゼントを送った。そのお返しで日村がプレゼントをもらい、「いいドッキリは初めて」と涙ぐんだ。

- P計画
設楽が『ハガネの女』共演中の吉瀬美智子から「今日どんなパンティー履いてるんですか?」とパンティーの色を聞きだす。他にも、吉瀬の毛を採取する「K計画」もあった。清水ミチコに計画を知られ頓挫。ハガネの女 season2が始まると「ドラマに日村を出演させ、その際に以前頓挫したP計画やK計画を自由にやってもらおう」というブー計画が発起され、実際に第5話で屋台の客役で出演。後に日村が『イロドリヒムラ』で主演を行うことからこの計画は復活。
『イロドリヒムラ』1話目の週の放送で日村が計画を実行できなかったことを明かした為、2012年10月19日の放送で「日村勇紀P計画K計画予行練習」と題し、日村をP計画とK計画に慣れさせるためにゲストの菜々緒に内緒でP計画とK計画、ついでにT計画（ツバをかけてもらう）やK2計画（キスをする）やFC計画（服を交換する）を行った。そして、『イロドリヒムラ』第5話にて共演した北乃きいに対してP計画が成功。しかし、2012年11月28日放送のライオンのごきげんように北乃きいが出演した際、ドラマの打ち上げで日村からパンティーの色を聞かれたことを暴露。その為、翌日の当番組内で日村が謝罪した。

## バナナムーン辞典
チョロQ理論
恋愛や人との接し方などでうまくいかなくなった時に、一歩後ろに引いて勢いをつけてから進むと意外と物事がうまくいく、という設楽の持論。第一回目の放送で設楽の火事の話になった際披露した。合わせて日村も「味噌つけりゃなんでも旨い」というモロキュー理論を展開。
東京オナラーズ
「カラオ屁2007」において、日村を救済する為に設楽が作ったチーム。設楽が指名した、作家見習い及川、マネージャー小山（20代女性）を加えた3人でカラオケをしながらの放屁に挑戦。
ばばあ
日村が空気を読めなかったり、話の流れを止めてしまったり、しつこかったりする行動が、「近所のおばさん」のようなため、設楽が「ばばあかよ」「うるせぇ、ばばあ」と呼び出した事がきっかけ。最初日村は「せめてじじいにしろ」と反論していた。
満足万蔵
設楽が非常に満足している時に使う言葉である。さらにスペシャルに満足している状態を満足万次郎というらしい。
ムーゴー放送
録音放送のことである。録音放送→「生」放送ではない→「ゴム」放送→ムーゴー放送 という変遷でできた語である。元は性行為における男性器に装着するコンドームから（ニッポン放送系WANIMAのオールナイトニッポン0(ZERO)では、当番組の『ムーゴー放送』に倣って録音放送の事を『ゴム放送』と言っている）。
目つぶりビンタ
何かミスした時に番組内で裁判が行われ、その際に行われる罰。バナナマンが決めるが、ほとんどは設楽が決める。スタッフのミスは、ビンタされたくないため、なすり合いになる。女性スタッフからビンタされる事が多い。
フィアーザ
間違い、勘違いのこと。プロデューサー・宮嵜が小木博明に『ウォーキング・デッド』を勧められて見始めたが、宮嵜が実際に見ていたのは『フィアー・ザ・ウォーキング・デッド』だった事が東京03の角田晃広、設楽、オークラとの食事中に発覚。以降、宮嵜のあだ名が「フィアーザ」になり、間違えている事や勘違いを「フィアーザ問題」「フィアーザしている」と言うようになった。その他にも、宮嵜は沢村一樹と北村一輝を間違えていたり、キラーカーンを外国人と思い込んでいた。
ジャニオタ
女性ADのあだ名。由来はジャニーズ事務所所属のアイドルのファンであるため。「ヒムペキ兄さん」で歌を歌う事がある。徳島県出身。他にもゆるキャラが大好きで特に地元の「すだちくん」を応援している。なんでも応援するため、設楽から「何かを応援するために生まれて来たの？」と言われた。双子の兄がいる。言わなかった理由は「聞かれなかったから」。一度、「ヒムペキ兄さん」の収録中に、設楽の席に座って、そのまま飲みかけの濁り茶を忘れていき、設楽は自分の飲み物ではない事や、濁り茶なため普通のお茶に見えず「毒薬」だと思い、「設楽暗殺疑惑」に発展した。2020年6月19日の放送にて『伊集院光 深夜の馬鹿力』を担当する金子ディレクターと結婚することを生報告した（設楽は事前に聞かされており日村、宮嵜Pにはサプライズ）。バナナマンの二人が婚姻届の証人となり、放送中にそのまま提出した。
2022年9月16日に、YouTubeチャンネル『ADジャニオタちゃんねる』を開設した。
2023年3月31日より、産休に入った。産休中では上記のYouTubeチャンネルの更新を行っている。
産休が明けて、番組に復帰してからはジャニーズ騒動を受け、あだ名はひっぴちゃんに変更された
ドロボー
男性AD。既婚。由来は「ドロボーのようなヒゲを生やしていた」ため。設楽から「本当に楽屋泥棒だった」「ガソリンを盗んでいた」とボケられる。設楽からは「ドロボー」、日村からは「ドロボーちゃん」、ジャニオタからは「ドロボーくん」と呼ばれている。「ヒムペキ兄さん」に時々出てくるが、歌が下手。喋り方はゆっくり。口癖は「しゃあないやん」。酒癖が悪いらしく、2017年の1月に嫁に別居を切り出された。ケータリングのお菓子のセンスが悪く(季節限定商品ばかり、変なキャラクターが描かれた商品ばかり、同じ味の商品ばかり等)、ポッドキャストでお菓子が好きな設楽に延々説教された。本人は、食べ残しがあるお菓子は次には買わないように密かに工夫していた。その経験から、ケータリングはジャニオタが担当になった。しかし、飲み物はバナナマンのどちらかがどういうものを飲むかちゃんと把握しており、ジャニオタが「日村さんはコーヒーが嫌いだから飲まない」と反論したが、「日村さんは最近健康のために飲むようになって、飲めるようになった」と教えていた。ジャニオタの「設楽暗殺疑惑」で「誰が悪いのか？」「罰符として設楽から目つぶりビンタ」という裁判にかけられ、ジャニオタが悪いが、女性をビンタ出来ない事や、注意しなかったドロボーが悪いとされ、何故かジャニオタからビンタされる結果になった。
スズキタケヤス
ラジオ内で度々話題に上る日村の同級生の男性。漢字では「鈴木丈泰」と書くことが明かされたがカタカナで書かれることがほとんど。2017年、2019年、2022年の『内々紅白歌合戦』では日村の頼みからチームの一員として出場した。
たけしさん
野呂佳代のあだ名。由来は「劇団ひとりがやるビートたけしのモノマネが得意」なため。主に日村から呼ばれている。バナナムーンGOLDを毎週欠かさず聴いている。自称「バナナの都合のいい女」。実際に、バナナマンの気分次第で呼び出され、酔っ払った状態でそのままTBSラジオまで自力で来た。その日は酉の市の日であり、そのまま友達と飲んでいたが、抜け出してきたという。その際に、酔っ払っている事が申し訳ないため、お土産を持参し、ひょっとこのお面をつけてきた。事務所を通さずの出演だったが、本人は「バナナマンさんなので大丈夫です」と話していた。バナナマンにふられるたびにビートたけしのモノマネをする。もえあずといなり寿司を食べる対決をした結果、SNSで「いなり」ばかり言われるようになった。SDN48時代の「MIN・MIN・MIN」を歌わせられる事があるが、実際、野呂はその曲はリーダーではあったが、選抜メンバーではなかったためにCDでは歌ってはいない。本人曰く「カップリングの飲みコールみたいな曲は歌ってる」という。芸人並に空気が読めて、ツッコミも早いため、設楽から褒められている。歌唱力が高いため、「ヒムペキ兄さん」でよく歌う。「ヒロメネス」ではよくネタにされている。子供の頃に真剣に相撲をしており、毎朝早くに登校し、用務員のおじさんが学生時代に相撲をしていたため、指導を受けていた。設楽から「そのおじさんが初めての男性」とネタにされている。あまりに真剣に相撲の練習をするために母親に「娘が摺り足をしている」と泣かれた事がある。2017年に顔面のシミとホクロを全部取った事を明かした。
第1バス・第2バス
日村の「バスの運転手になってみたい」という旨の発言に端を発し、形式的に誕生した架空のバス。第2バスは日村が野呂佳代を第1バス要員に含めていなかったため急遽別枠で作られた。第1，第2の区分は1軍，2軍を連想させる。のちに日村は実際に中型免許を取得し、運転する様子が放送された。
上リスナー・中リスナー・下リスナー
番組内ではバナナムーンGOLDのリスナーのうち、中村倫也・黒木華ら芸能人・有名人を上（うえ）リスナー、その他一般リスナーを中（なか）リスナー、番組に頻繁にメールが採用されるリスナーを下（した）リスナーと呼ぶ。この内下リスナーはモテない・世間の流行に疎い・服装がダサいなどいわゆる陰キャラ的な要素を持っているとキャラ付けされている。だが、2020年8月27日放送回にてゲストの大島麻衣を迎え、リスナーが抱えるちょっとエッチな質問を答えるという企画において「キスまではするが正式に付き合ってはいない友達以上恋人未満の相手がいる」「頻繁に一人で泊まりに来る女友達がいる」などの色恋エピソードが多数送られ、下リスナーの中にも下の上、下の中、下の下が存在することが判明した。また設楽が中リスナーのことを仲里依紗と呼び間違えることも恒例になっている。

## 定番ネタ
当番組では様々な定番・お約束ネタが登場している。
タイトルコール
コーナーのタイトルコールは主に設楽が行うが（「音楽の悩み何でも解決 ヒムペキ兄さん」のみ日村が担当）、ほとんど奇声を発するのみで何を言っているのか聞き取れない。「月曜JUNK2」、「月曜JUNK ZERO」時代のタイトルコールでは、設楽がまともに言おうとせず、日村が改めて行うのがお決まりだった。
自己紹介
オープニングでの自己紹介は設楽→日村の順番で行うが、設楽が毎回変な自己紹介を行い、日村は設楽の自己紹介をほぼ真似て行う。
重大発表
スペシャルウィーク時のゲスト紹介や特別企画の内容の発表時には、設楽が布袋寅泰の「バンビーナ」、「RUSSIAN ROULETTE」などに乗せて行う。しかし、ひたすら歌い続けたり奇声を発したりしてやたらと時間をかける為、必ず日村に打ち切られてしまう。最終的には、設楽が内容をあっさりと発表したり、ゲストが痺れを切らせて自ら登場する。
リスナーのメール
リスナーからのメールでは、「設楽さん、日村さん、こんばんは」の「日村さん」の部分がおかしなコメントになっているのがお決まりである（「-GOLD」以降は構成・オークラも日村と同じようにイジられているが、近年は減少傾向にある模様で、むしろ「天才作家オークラさん」などと言われ主に日村がオチ要員として扱われる）。設楽のことは「天才設楽さん」、「カイザー」、日村のことは「バイブ」、「たけし」、「ヘチマ」などと呼ぶ。日村が番組の内容（主に星野源が披露した日村へのバースデーソングの内容など）に対して文句をつけると、リスナーから即座に日村を罵倒する内容のメールが届く。また、同様のパターンで設楽やリスナーが日村に対して「ファック!!」と罵倒する。2020年頃に3人の造詣が深かった太陽戦隊サンバルカンが話題が出てリスナーから「サンバルカンの皆さん、こんばんわ」と来ると設楽「バル、イーグル！」日村「バル、シャーク！」オークラ「バル、パンサー！」、perfumeと来ると三人揃って「（せーの）perfumeです」と返す。読んだ後のメールの紙は読んでいないメールと仕分けるため、床に投げ捨てられており、放送後のスタジオにはメールの紙が散乱した状態になっている。
テーマメールに至っては設楽には普通にテーマに沿ったメールが寄せられるのに対し、日村の方にはオナニー等の下ネタメールばかり寄せられるため読み終わるたびに文句を言うのも恒例となっている。
節分・子供の日・ハロウィン
毎年節分、ゴールデンウィーク、ハロウィンの時期に日村がトークでその事に触れると、節分とこどもの日では鬼のお面を被った「鬼軍団」、ハロウィンではかぼちゃのお面を被った「かぼちゃ軍団」（スタッフをはじめとする複数人の集団。日村によると、自身と面識のない人が必ず混じっているらしい。一度日村がお面を取ろうとした際、作家のオークラに制止されている）がスタジオに突如乱入、内、鬼軍団に対して日村は対抗手段として豆、新聞紙の刀、ガムテープパンツを用意するが衣服を強制的に脱がされて全裸になってしまう。この件は放送中に何度も行われ、その度にアナルに豆またはミニカーを入れられる、全裸の上に珍奇な仮装をさせられるなどエスカレートする。
- コロナ禍に突入した2020年からはソーシャルディスタンスの影響を受けて行われていなかったが、2023年に制限が緩和された事を受け、2023年5月5日のこどもの日の放送にて、柏餅をめぐり久しぶりに対決が行われた[17]。

素っ裸DJ
放送中、日村が度々服を脱いで全裸になり、「素っ裸DJ」に扮することがある。元々は某番組で披露したエピソードを放送前に当番組で喋ってしまったため、それに対する罰として行われたものだが、以降も設楽に促されて行っている。また、構成・オークラも日村と同様に全裸になり、「素っ裸作家」に扮することがある。他にも上記の節分・ハロウィンの件の他、日村が素っ裸でAKB48の「恋するフォーチュンクッキー」などを踊る、「日村さんがもしR-1に出場するなら」という設定で「ヒムラ100%」（アキラ100%のパロディ）として全裸になって股間のみを紙皿で隠すなど、日村の全裸芸がラジオ内で定番化している。

## BGM
オープニングテーマ
- イエロー・マジック・オーケストラ（YMO）『MULTIPLIES』[18]

エンディングテーマ
- イエロー・マジック・オーケストラ『CITIZENS OF SCIENCE』（ - 2011年3月）[18][注 11]
- 「曲対決」（前述）で決まった1曲（2011年4月 - ）

フィラー楽曲
- （JUNK ZERO時代 - 現在）
  - SOIL&"PIMP"SESSIONS『SCOOP OUT』
  - SPECIAL OTHERS『STAR』
  - PE'Z『デリシャスサンドウィッチ』『LAURA』
- （JUNK時代以降）
  - toe『ショウシツ点よ笛』
  - The Soultwisters『Soup is hot』
- （JUNK2時代 - JUNK ZERO時代）
  - DEPAPEPE meets ハチミツとクローバー『Night & Day』

## ポッドキャスト
放送で読み切れなかったメールや、時間の都合で出来なかった話を中心に構成された。初期は勝手が分からずに困惑していたが、次第に本放送とリンクした内容や気ままなフリートークを展開していた。
番組の冒頭のセリフを設楽がわざと間違えたりするなど、コント的な始まり方をすることがあった。その後「いやー日村さん」「なんなんですか設楽さん」と互いに言い、始まることが多かった。
配信時間は30〜40分前後である事が多いが、2007年10月2日分で初めて配信時間が1時間を超え、本編の放送時間以上に喋った。本編が2時間となった後も1時間を超えている回は多い。その多くは本編に来たゲストが引き続き出演している。
他のJUNKのポッドキャストが30分以内で終わることが多いのに比べ、当番組は長めであった。設楽は「有吉弘行に会ったとき『バナナマンのポッドキャストは長い』と言われたが、こういう風（番組後に数十分話すこと）になっちゃってる」と述べている。JUNK以外のポッドキャストと比べても同様である。
歴代最長時間は、2015年8月28日分の2時間28分38秒。本編ゲストの元SDN48野呂佳代、東京03角田晃広、宇宙海賊ゴージャスが引き続きポッドキャストにも出演していた。ゲストなしの最長時間は、2011年8月12日分の1時間29分47秒（これらの再生時間は配信直後のタイムであり、数週間経つとポッドキャストの中に含まれている宣伝が削除されて提供され、当初の再生時間より数十秒短くなることがある）。
| 順位 | 放送日         | 再生時間      |
| ---- | -------------- | ------------- |
| 1位  | 2015年8月28日  | 2時間28分38秒 |
| 2位  | 2013年12月13日 | 2時間03分34秒 |
| 3位  | 2015年6月12日  | 1時間45分36秒 |
| 4位  | 2011年12月16日 | 1時間33分08秒 |
| 5位  | 2010年8月27日  | 1時間32分45秒 |
| 6位  | 2016年3月11日  | 1時間30分57秒 |
| 7位  | 2012年6月15日  | 1時間30分09秒 |
| 8位  | 2011年8月12日  | 1時間29分47秒 |
| 9位  | 2015年2月20日  | 1時間29分40秒 |
| 10位 | 2011年11月25日 | 1時間28分19秒 |

2007年9月3日更新分、2008年2月18日更新分は一度配信されたが、その後、権利上の問題で削除された。
2008年12月29日、2010年12月31日、2011年12月30日放送分に当たるポッドキャストは配信されなかった。
単独ライブの直前になると収録を行わず、本放送のダイジェストを行うことがあった。
金曜JUNKに移動した現在は翌週の月曜日の昼ごろに配信されていた。初回の2010年4月9日分（4月12日配信）こそライブ前のため本放送のダイジェストであったが、翌週以降は録り下ろし音源を配信していた。
2016年6月27日配信分を持ってポッドキャストサービスが終了。以降はラジオクラウド、SpotifyにてCM・曲をカットした本放送のアーカイブを配信している。

## ゲスト
- スピードワゴン

『月曜バナナマンのバナナムーン』の2007年頃からたびたびゲスト出演している。毎回井戸田と日村による服早脱ぎ対決が行われる。この番組の初期のスタッフは『スピードワゴンのキャラメル on the beach』も担当していた。
- 有吉弘行

2007年9月17日放送回にゲスト出演し「有吉が設楽に貸したお金の話」をメインに話した。
2008年8月4日放送回にゲスト出演し前回出演した時と同じく「有吉が設楽に貸したお金の話」について話した。
2011年4月22日放送の「アンガールズと新生活ナメられない方法」にアンガールズと一緒にゲスト出演。このときは録音音声のみでの出演であった。
- 小山幸恵（バナナマンのマネージャー）

主に「小山アイドル化計画」に出演、曲も配信された。ホリプロコムに入社する前は、製菓会社に勤めていたと語っている。
- 島田夫妻

年末恒例「超内々紅白歌合戦」の設楽組の大将としてレギュラー出演。
- 島田秀平（元号泣）

最多出演のゲスト。
バナナマン2人の1年の運勢を手相で占うため、年始恒例ゲストとして出演。それ以外で出演することも多い。
- 児嶋一哉（アンジャッシュ）、三関（アンジャッシュのマネージャー）

番組内で「ダメ人間」として度々ネタにされていたが、第55回放送の「日村vs児嶋、ダメ人間対決」で初出演。2013年3月現在までに3回行われており3連覇中（3回とも児嶋のほうがダメ人間ということ）。「とにかく使える漫画の名言」のコーナーでは、ダメエピソードを基にしたものが毎回登場している。
- おぎやはぎ

2008年ごろから何度も出演する仲で、互いのラジオ番組にも出演している。
2014年8月28日・29日放送の「気持ちは26時間ラジオ～武器はラジオだ！…と思う～」にて、普段は単独で出演する「JUNK」に両コンビで出演。
2018年11月4日、東京・赤坂サカスで開催されたTBSラジオのイベント『ラジフェス いくつハシゴできるかな? 2018』内で、合同で両ラジオ番組の公開イベントを行った。
2023年2月9日、東京・LINE CUBE SHIBUYAで開催されたTBSラジオ20周年記念イベントの一環として行われたライブイベント『おぎやはぎのありがとうびいき（仮）』にバナナマンがゲスト出演した。
- アンガールズ

2009年6月9日放送回の「第1回ブサイクサミット」にゲストとして呼ばれる。自らの気持ち悪いエピソードや、気持ち悪いと言われる芸人のあり方について議論する。Podcastにも出演し、普段からPodcastを聴いている山根は「自分で聴くのが楽しみ」と話していた。
その後も何度かゲスト出演しており、2017年4月7日放送回の「アンガ田中は芸能界最強の男?」では田中のみが出演した。
- 東京03

島田秀平に次いで出演が多い。
『キングオブコント2009』の前週に出演。設楽に促されて「優勝するぞ」と大声で叫ばされたが本当に優勝した。
2012年12月14日放送では、飯塚・角田がゲストとして呼ばれる。放送中に豊本を呼び出し、エンディング中に駆け付けた。
同日放送分で配信されたPodcastでは、2013年春頃にバナナマンと東京03でユニットコントライブを行う予定であることを公開した。
年末恒例のヒムペキグランド大賞のゲストとして出演することが多い。ソロでの出演も多く、トリオ揃って出演の際はTHE ALFEEの「メリーアン」を歌わされるのが定番となっている。
- 星野源

過去のドラマ共演などがきっかけで、2010年以降、5月14日前後に行われる放送回で日村の誕生日企画に出演。毎年日村へのバースデーソングを披露するが、必ず歌詞が途中から日村をおちょくった内容に変わるのが恒例。これに対して日村が歌詞にケチを付け散々揉めるもリスナーからは星野の歌を褒め称え、一方の日村を罵倒するメールが殺到し、結局日村が謝罪することになる。
2014年に披露した「日村さん42歳誕生日の歌」の一部フレーズは8thシングル『SUN』のイントロとBメロに組み込まれており、タイトルの「SUN」も日村の「日」から取っている。それ以降も、「日村さん43歳誕生日の歌」が10thシングル『Family Song』、「日村さん44歳誕生日の歌」が「Non Stop」に組み込まれている。
2021年5月15日放送回に出演の際、恒例となっている日村ではなく、設楽へのバースデーソング「そしたら」を披露。設楽のエピソードにインスパイアを受けて制作されたといい、同楽曲は12thシングル『不思議/創造』に収録されている。
2022年5月14日放送回に出演の際は日村が50歳になった事を記念し、事前に製作しレコーディングされた『日村さん50歳誕生日の歌』を披露。しかし日村のバースデーソングかと思いきや、実際はADのドロボーにインスパイアを受けた曲となっていた事から、日村が「いや、ドロボーの歌じゃん」とツッコミを入れた。
2016年以降は同年3月から始まった『星野源のオールナイトニッポン』に出演しており、同番組は2018年以降、星野の誕生日である1月28日前後の放送回には日村が出演している（2018・2021年は設楽も出演、2019年以降はオークラも出演）。また、2022年5月18日には上記の『日村さん50歳誕生日の歌』で話題となったADドロボーが出演している。放送400回目を迎えた2024年9月24日にはバナナマンがコメント出演した。
- 石橋貴明（とんねるず）

2011年12月23日放送回に事前予告なしの出演。当初はTBSラジオの60周年記念企画をゲストのサンドウィッチマンと共に行う予定であったが、サンドの事務所のスタッフへ挨拶をしにTBSを訪れていた所、番組内容（TBSラジオ60年の秘蔵音源を公開）が気に入らず乱入。メールテーマを「TBSラジオの思い出」から「貴さんを笑わせろ」と企画が急遽変更となった。番組後半には、放送を聞いていたダイノジの大地洋輔が飛び入り出演し、日村がかわいがる後輩ランチランチの藤崎賢嗣（ラリゴ）も番組に顔を出した。Podcastにも出演した。
2018年4月6日放送回に日村の結婚を祝うために電話で出演。
2019年11月1日放送回にサプライズ出演した。
- 変態、アナルベアー、ドロボー

日村ドッキリ企画に登場したバナナマン出演番組のADたち。Podcastでゲストとして出演（2012年8月24日配信分）。各担当番組は、変態が『バナナマンのブログ刑事』（のちの『バナナ塾』）、アナルベアーが『バナナ炎』（のちの『バナナ炎炎』）、ドロボーは当番組である。
- ドロボー、ジャニヲタ

共に当番組AD。バナナマンが別の仕事の都合でグアムから生放送を行い、トラブルに備えてスタジオでオークラと共に待機しており、リスナーと設楽から言われ3人で2012年10月12日配信のPodcastを担当した。各々の詳細は当該項目を参照。
- 椎葉宏治

『バナナ炎』、『リンカーン』の総合演出担当。『バナナ炎』の終了に伴い、これまでの裏話を話すということでゲスト出演。
- 乃木坂46

「乃木坂46メンバーが陰で言ってそうな日村の悪口」といった企画がたびたび行われたり、メンバーの卒業やライブに参加した際など、ラジオ内で取り上げられることが多い。
2014年4月25日放送回に白石麻衣、橋本奈々未、松村沙友理がゲスト出演。
2015年4月24日放送回に西野七瀬、高山一実、中元日芽香がゲスト出演。収録後のポッドキャストでは乃木坂46のメンバーに陰で悪口を言われてるのはないかと「妄想反省会」が行われた。
2016年3月4日放送回に成人済みのメンバーが多数ゲスト出演。バナナマンとともにグアムからの衛星生中継であった。
2020年6月19日放送回に乃木坂46時間TV出演中のメンバーが電話出演。
2021年1月15日放送回に齋藤飛鳥がゲスト出演。新型コロナウイルスの影響もあり、リモート（テレワーク）での参加となった。
2022年1月1日放送回に齋藤飛鳥、秋元真夏がゲスト出演。
2022年12月31日放送回に齋藤飛鳥がゲスト出演。「第15回超内々紅白歌合戦」に設楽チームとして参加し、「I see...」を設楽と歌唱した。
2024年4月27日放送回に賀喜遥香、清宮レイ、弓木奈於がゲスト出演。
- 森山直太朗

毎年設楽の誕生日企画にお祝いのゲストとして電話での出演が多い。その際にバースデーソングや自身の持ち歌である「さくら」を設楽に促され歌唱するが毎回歌ってる最中に日村やオークラ、同じ日にスタジオに登場したお祝いゲストと共に歌い出し邪魔された挙句、歌詞を覚えてない等終始グダグダな展開が生まれるなどきちんとした形で歌えないことで、これに森山はその都度文句を発してるがリスナーが日村陣営などを賞賛し、逆に森山を罵倒するというのが定番の形である。
設楽の誕生日当日の2022年4月23日放送回に生電話で出演後、サプライズで生出演した。スタジオに来るのは初となった。
- 野呂佳代

AKB48、SDN48の元メンバー。番組内での愛称は設楽やリスナーからはイノシシ、日村からはたけしさん。詳細は当該項目を参照。
- 中村倫也

2018年12月29日放送の「第12回超内々紅白歌合戦」に設楽チームとして参加。この番組のヘビーリスナーである事を知ったスタッフがダメ元でオファーをかけた所、出演日及び時間を知った時点で中村自身が内容を察し、快諾した。登場の際には自身が出演したNHK系ドラマ『半分、青い。』の主題歌である星野源の「アイデア」を歌唱した。
続いての2019年末に行われた「第13回超内々紅白歌合戦」にも設楽チームとして参加。その年の流行曲であった米津玄師の「パプリカ」を歌唱した。
2022年4月8日放送回に出演。
- 浦沢直樹

2019年4月27日放送分にてゲストとして登場。バナナマンの二人が浦沢の作品『20世紀少年』の映画に出演した事、かつて浦沢が発表した読みきり作品『DAMiYAN!』の主人公が日村ソックリである事、浦沢がこの番組のヘビーリスナーである事などの話題を中心としたトークの後に、バナナマンの二人に描き下ろしのイラストをプレゼントした。また2019年末に日村がバスの運転免許を取得した際には、バスの運転手に扮した日村のイラストを寄稿した。
2022年1月1日に「ひむバス」のデザインを描いた縁がありゲスト出演。
- 深澤辰哉（Snow Man）

同年7月6日放送の『バナナサンド』2時間SPに深澤が出演した際に「もっとカメラに映りたい。9人もいるのでカメラさんに抜いてもらえるのに限りがある」という悩みを相談し、「対抗してもしょうがない。緩急が大事だからあえて動かない（棒立ち）ほうが気になる」という日村からのアドバイスを各局の音楽番組で実践した話題から、2021年9月25日（24日深夜）放送分にてゲスト出演。放送前にSnow Manのアルバム『Snow Mania S1』の公式ツイッターで出演を匂わせるツイートをしたことから、番組ハッシュタグを付けたツイート数が3万件以上に上るほどの反響を見せた。
2022年9月16日（17日深夜）、日村が新型コロナウィルス陽性のために休演したため、代理としてゲスト出演。設楽とのクロストークを行った。
2023年5月19日（20日深夜）、三度目のゲスト出演。

## スタッフ

### 現在
- プロデューサー：宮嵜守史（2012年4月から。通称：フィアーザ宮嵜）
- ディレクター：辻慎也
- アシスタントディレクター：中村雅史[28]（通称：ドロボー[29]）、金子祐子[28]（通称：ヒッピちゃん（産休前までジャニオタ）2023年4月から同年11月末まで産休のため一時休養したのち、同年12月より復帰）
- 構成作家：オークラ、成瀬正人、及川裕也、永井ふわふわ[注 14]
- ミキサー：猪野勝将[28]（2016年5月初旬から）
- 制作：TBSグロウディア
- 製作著作：TBSラジオ

### 過去
- プロデューサー：萩原慶太郎（JUNK ZERO時代まで）、池田卓生（JUNK昇格後から、2012年3月まで）
- ディレクター：村上雅也（通称：ムラさん）
- アシスタントディレクター：遠藤駿介、鎌田麻子、カサマツ（通称：かさまっちゃん。金子の産休により2023年4月から同年11月末まで代行）
- 構成作家：吉野誠（元ビーム）
- ミキサー：星野麻実（2016年4月末にて番組を卒業）

## 作品

### 書籍
- バナナマンのさいしょの本（ヴィレッジブックス、2009年2月10日）
- TBS JUNK BANANA MOON GOLD 10 YEARS BOOK （小学館、2018年11月5日、ISBN 978-4-09-388653-6）
「TEXT BOOK/HIROMENESU」と「PHOTO BOOK」の2冊組（分売不可）。